# Transvaalkolonin
Traansvaalkolonin var namnet som användes för regionen Transvaal under perioden med det direkta brittiska styret och den militära ockupationen av regionen. Den pågick mellan slutet av Andra boerkriget 1902 när den Sydafrikanska republiken upplöstes, och bildandet av den Sydafrikanska unionen 1910. Transvaalkoloniens fysiska gränser var inte identiska med den besegrade Sydafrikanska republiken (som existerade 1856-1902), utan var större. År 1910 blev hela Traansvaalkolonin införlivad i den Sydafrikanska unionen som en egen provins.

## Historia
Landet annekterades 1877 av Storbritannien, men missnöje med det brittiska styret ledde till ett uppror, och 1881 fick området självstyre under brittisk suveränitet. 1884 blev landet en självständig stat under namnet Sydafrikanska republiken.
Under det Andra boerkriget ockuperades Transvaal 1900. När kriget avslutades 1902 blev området en brittisk koloni. 1910 blev Transvaal en provins i den Sydafrikanska unionen.